# Казимагомедов, Гусейн Абдулмуслимович
Гусейн Абдулмуслимович Казимагомедов (10 июня 2004, Махачкала, Дагестан, Россия) — российский тхэквондист. Призёр чемпионатов России.

## Биография
Уроженец Махачкалы. В апреле 2023 года в Ульяновске завоевал бронзовую медаль на Всероссийском турнире к 100-летию ВФСО «Динамо». В середине августа 2023 года стал бронзовым призёром Всероссийского турнира на Кубке президента Союза тхэквондо России в подмосковном Одинцово. В конце августа 2023 года в Черкесске стал серебряным призёром чемпионата СКФО. В конце сентября 2023 года в Майкопе на чемпионате России завоевал бронзовую медаль.

## Достижения
- Чемпионат России по тхэквондо 2023 — ;
- Чемпионат России по тхэквондо 2024 — ;